# Fratelli francescani della Santa Croce

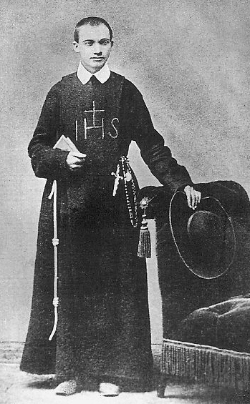
Peter Wirth, fondatore della congregazione

I Fratelli Francescani della Santa Croce, detti di Waldbreitbach (in latino Institutum Fratrum Franciscalium a Santa Cruce loci Waldbreitbach, in tedesco Franziskanerbrüder vom Hl. Kreuz), sono un istituto religioso maschile di diritto pontificio: i membri di questa congregazione laicale pospongono al loro nome la sigla F.F.S.C.

## Storia
La congregazione venne fondata da Peter Wirth (1830-1871) per l'assistenza agli orfani e agli ammalati: il 12 giugno 1862, nell'eremo della Santa Croce (Kreuzkapelle) presso Waldbreitbach (Renania-Palatinato), vestì l'abito francescano ed emise la sua professione dei voti secondo la regola del Terzo Ordine Regolare di San Francesco, dando inizio all'istituto.
Le costituzioni dei Fratelli Francescani della Santa Croce vennero approvate da Matthias Eberhard, vescovo di Treviri, il 16 settembre 1869; la congregazione ricevette il pontificio decreto di lode il 16 febbraio 1910 e l'approvazione definitiva della Santa Sede il 30 gennaio 1923.
Lo sviluppo dell'istituto fu lento e travagliato, prima a causa del Kulturkampf, poi per il regime nazista.

## Attività e diffusione
I Fratelli si dedicano all'esercizio di tutte le opere di misericordia, specialmente all'assistenza agli ammalati, alla cura degli orfani e alla formazione professionale della gioventù.
Le strutture della congregazione sono presenti solo nel land tedesco della Renania-Palatinato: la sede generalizia è a Hausen.
Al 31 dicembre 2005, la congregazione contava 4 case e 41 religiosi, 1 dei quali sacerdote.